# Hebe rotundata
Hebe rotundata é uma espécie de planta do gênero Hebe.